# Vacuna comestible
El término vacunas comestibles fue utilizado por primera vez por Charles Arntzen en 1990 y se refiere a cualquier alimento; típicamente plantas, que producen vitaminas, proteínas u otros nutrientes que actúan como una vacuna contra una determinada enfermedad. Una vez que la planta, fruta o producto derivado de plantas se ingiere por vía oral, estimula el sistema inmunológico.  En concreto, estimula tanto el sistema inmunológico mucoso como el humoral. Las vacunas comestibles son cultivos modificados genéticamente que contienen agentes que producen "inmunidad" adicional para enfermedades específicas. Las vacunas comestibles ofrecen muchos beneficios sobre las vacunas tradicionales, debido a su menor costo de fabricación y la falta de efectos secundarios negativos, aunque todavía se tienen que hacer estudios alrespecto. Sin embargo, existen limitaciones ya que las vacunas comestibles aún son nuevas y están en desarrollo. Será necesario realizar más investigaciones antes de que estén listas para el consumo humano generalizado. Actualmente se están desarrollando vacunas comestibles para el sarampión, el cólera, la fiebre aftosa, la hepatitis B y la hepatitis C. 

## Beneficios
Este tipo de vacunas se diferencian de las vacunas tradicionales en muchos aspectos y superan muchas de sus limitaciones. Las vacunas tradicionales pueden ser demasiado caras o restringidas de fabricar y desarrollar en determinados países. Por el contrario, estas son fáciles de producir, purificar, esterilizar y distribuir.  Dado que no requieren equipos de fabricación costosos, laboratorios, o software, sólo un suelo rico, el costo de cultivo de las vacunas se reduce significativamente. Además no requieren instalaciones de producción esterilizadas o los estándares de bioseguridad requeridos para cultivar ciertos agentes patógenos para vacunas tradicionales que son costosas de implementar y mantener.  También son más fáciles y menos costosos de almacenar, ya que no requieren un almacenamiento refrigerado estricto.  Esta necesidad de almacenamiento en cadena de frío crea muchos problemas en los países del tercer mundo que no tienen acceso a dicha tecnología. Las semillas de una planta de vacuna también se pueden deshidratar y conservar fácilmente para una distribución barata y rápida  que las hace fácilmente accesibles en momentos de necesidad. 
Las vacunas comestibles también ofrecen una gran cantidad de posibles beneficios para la salud, ya que el hecho de ingerir una vacuna es un medio de administración más simple en comparación con la inyección, lo que los hace extremadamente económicos. Esto reduce la necesidad de personal médico y condiciones de inyección estériles que no siempre se pueden lograr en los países en desarrollo, así como administrarse en instalaciones médicas o laboratorios.  Las vacunas comestibles se consideran un "alimento farmacéutico", que es una fuente de alimento que aumenta la salud y al mismo tiempo combate las enfermedades. El beneficio de usar plantas es que las plantas son vectores eficientes para la producción de vacunas.  Muchas vacunas tradicionales que se desarrollan a partir de células de mamíferos cultivadas pueden provocar la contaminación con virus animales. Sin embargo, las vacunas comestibles eliminan este problema porque los virus de las plantas no pueden afectar a los humanos.  Además, como resultado de la integración de numerosos antígenos, las células M se estimulan aleatoriamente; conduciendo a la posibilidad de vacunas de segunda generación. 
Las vacunas comestibles no requieren elementos subsidiarios para estimular una respuesta inmune como las vacunas tradicionales. Algunas de las principales preocupaciones con las vacunas tradicionales son los posibles efectos secundarios, por ejemplo, reacciones alérgicas. Dado que las vacunas comestibles carecen de ciertos compuestos tóxicos y solo contienen proteínas terapéuticas, que están libres de patógenos y toxinas, el riesgo de posibles efectos secundarios y reacciones alérgicas es mucho más reducido. 

## Limitaciones
Las vacunas comestibles también tienen múltiples desventajas en comparación con las vacunas tradicionales. Dado que las vacunas comestibles aún están en su infancia, todavía quedan muchas incógnitas por descubrir. Aún no se han determinado cantidades de dosis, ni su duración o frecuencia. La dosis varía debido a muchos factores que incluyen: la generación de la planta, la planta individual, el contenido de proteínas, la madurez de la fruta y la cantidad que se come. La dosis también varía debido a la dificultad que no se han establecido protocolos en la concentración del antígeno en el tejido vegetal; puede ser contradictorio producir tanto de forma consistente como a gran escala . La concentración de antígeno también puede variar significativamente entre frutos individuales de una planta, plantas individuales y entre generaciones de plantas.  Las dosis bajas dan como resultado el consumo de menos anticuerpos, pero una dosis alta da como resultado el establecimiento de una tolerancia oral e inmune a las proteínas de la vacuna.  La logística del control de la dosificación, la calidad y la consistencia aún debe determinarse y verificarse.
Dado que es un campo tan nuevo, aún se desconocen los efectos a largo plazo. Además, los efectos y el riesgo del uso de plaguicidas en las plantas, tan extendido en prácticamente todo el mundo, podrían ser negativos tanto para la vacuna vegetal como para el consumidor.  También existe el riesgo que las plantas transgénicas escapen y se mezclen con el medio ambiente circundante; sin embargo, esto podría reducirse regulando las prácticas y ubicaciones de cultivo.  Muchas plantas no se comen crudas y la cocción podría debilitar o destruir las proteínas de la vacuna. En un estudio, se encontró que después de hervir una papa durante 5 minutos, la mitad de la vacuna sobrevivió, lo que demuestra que no todas las vacunas comestibles deben ingerirse crudas si las dosis tienen en cuenta los tiempos y temperaturas de cocción.  También existe preocupación de que las enzimas gástricas y el ambiente ácido del estómago descompongan la vacuna antes de que pueda activar una respuesta inmune.  Además, han surgido preocupaciones con respecto a que el comportamiento de la vacuna sea diferente debido al diferente patrón de glicosilación de plantas y seres humanos. 

## Producción
Las vacunas comestibles son vacunas de subunidades; contienen las proteínas antigénicas de un patógeno pero carecen de los genes necesarios para que se forme el patógeno completo. Los primeros pasos para hacer una vacuna comestible son la identificación, aislamiento, catalogación y caracterización de un antígeno patógeno. Para ser eficaz, el antígeno necesita provocar una respuesta inmunitaria fuerte y específica. Una vez que se identifica y se aísla el antígeno, el gen se clona en un vector de transferencia. Uno de los vectores de transferencia más comunes de ADN que se utiliza para vacunas comestibles es Agrobacterium tumefaciens .  La secuencia del patógeno se inserta en el ADN de transferencia (ADN-T) para producir la proteína antigénica.  Luego se inserta en el genoma, se expresa y se hereda de manera mendeliana, esto quiere decir que puede ser de patrón dominante, de gen recesivo, o ligado al cromosoma X; lo que da como resultado que el antígeno se exprese en la fruta o la planta.  A partir de ese momento, se utilizan métodos y técnicas vegetativas tradicionales para cultivar las plantas y propagar la línea genética.

## Técnicas
El gen completo se inserta en un vector de transformación vegetal para permitir la transcripción o se identifica el epítopo dentro del antígeno y el fragmento de ADN , posteriormente se usa para construir genes mediante fusión con un gen de la proteína en la cubierta de un virus vegetal. Entonces, el virus recombinante puede propagarse hacia otras plantas. En primer lugar, se identifica el epítopo y, a continuación, se usa la codificación del fragmento de ADN para construir genes mediante la fusión con un gen de la proteína en la cubierta del mismo virus de la planta (TMV o CMV).  El transgén se puede expresar a través de un sistema de transformación estable o mediante un sistema de transformación transitoria basado en el transgén insertado en la célula. 

### Transformación estable
Una transformación estable implica una integración nuclear o plasmídica en la que se producen cambios permanentes en los genes de las células receptoras y el transgén objetivo se integra en el genoma de las células de la planta huésped, de modo que en lugar de infectar se hereda.

### Transformación transitoria
Una transformación transitoria implica un sistema de plásmido / vector que utiliza Agrobacterium tumefaciens que integra los genes exógenos en el T-DNA y luego infecta el tejido vegetal. Agrobacterium es la técnica común que se utiliza actualmente porque es una bacteria patógena del suelo que infecta naturalmente a las plantas y transfiere sus genes (T - ADN) al núcleo de la planta, es de cierto modo el conductor de los posibles beneficios proteicos de la vacuna. A. tumefaciens es la cepa más preferida porque lleva plásmidos inductores de tumores. Los genes se convertirán en un plásmido Ti neutralizado y el gen heterólogo se insertará para formar un vector plasmídico recombinante. Luego, el vector se convierte en la cepa deseada con la ayuda de los genes de virulencia de la bacteria. Luego se transfiere e integra en el ADN genómico de la planta huésped mediante recombinación no homóloga en sitios aleatorios.  Este método tiene un rendimiento bajo y es un proceso lento, y es el más efectivo cuando se usa con plantas dicotiledóneas como el tomate, la papa y el tabaco . 

### Método de bombardeo
Otra técnica es el método de bombardeo con microproyectiles en el que se procesan secuencias de ADN seleccionadas y se penetran en el genoma del cloroplasto, órgano encargado de la fotosíntesis en las plantas. El gen que contiene partículas metálicas recubiertas de ADN se dispara a las células de la planta utilizando una pistola de genes. Las plantas toman el ADN, se convierten en nuevas plantas y luego se clonan para producir una gran cantidad de cultivos genéticamente idénticos. La transferencia de genes es independiente y puede expresar antígenos a través de la transformación nuclear y de cloroplasto. 

### Métodos adicionales
Hay algunas otras técnicas que se han probado, sin embargo, las tres técnicas descritas anteriormente son más comunes, prácticas y con mayores posibilidades de desarrollarse a corto y mediano plazo. Uno de los métodos alternativos es la transformación nuclear. Esto es cuando el gen deseado se inserta en el núcleo de la planta mediante recombinación no homóloga. Además, se ha considerado la electroporación, pero no es común porque la pared celular debe debilitarse antes de que se produzcan los pulsos y la inserción del ADN.  Por último, se piensa que se puede utilizar la agricultura molecular para que las plantas se puedan utilizar como fábricas de proteínas.

## Respuesta inmune
Una vez que la vacuna se mastica e ingiere, llega a la mucosa del tracto digestivo y estimula el sistema inmunológico de la mucosa. Estos proporcionan la primera línea de defensa contra los patógenos atacantes. Las células M (que se encuentran en los parches de Peyer) en las membranas mucosas de los tejidos linfoides empujan los antígenos hacia las células presentadoras de antígenos en los tejidos subyacentes. Los epítopos antigénicos se muestran luego en la superficie de las células presentadoras de antígeno y las células T activan las células B.  Las células B activadas luego se mueven a los ganglios linfáticos mesentéricos donde se convierten en células plasmáticas y se mueven a la membrana mucosa para producir inmunoglobulina A (IgA) (un tipo de anticuerpo). Luego, las células M canalizan el antígeno. A medida que las células se dirigen al lumen, o interior de un vaso sanguíneo, la IgA se combina con componentes secretores para producir IgA secretora (sIgA). Luego, la sIgA y los epítopos antigénicos específicos trabajan juntos para eliminar el patógeno no deseado. 

## Investigación
La investigación actual se ha centrado en una variedad de diferentes tipos de plantas para determinar cuál es la más elegible y eficiente. La planta debe ser robusta, nutritiva, atractiva, apetitosa, transformable e idealmente doméstica. Algunos ejemplos de cultivos que se están probando incluyen: maíz, tomate, arroz, zanahorias, soya, alfalfa, papaya, quinoa, frijol, manzana, alga, trigo, lechuga, papa, plátano y tabaco; siendo los últimos cuatro los más comunes. Al mirar qué plantas son las mejores, hay muchos factores que deben tenerse en cuenta. A partir de la investigación, los científicos han comenzado a emparejar cultivos con enfermedades. Creen que se pueden fabricar vacunas comestibles para muchas enfermedades; como rotavirus, cólera, gastroenteritis, enfermedades autoinmunes, malaria y rabia   Por ejemplo, se piensa que las inyecciones de refuerzo se pueden distribuir a través de la lechuga.  También es fundamental encontrar alimentos que se puedan comer crudos porque se cree que cocinar desnaturalizaría las proteínas.  Debido a esto, los plátanos y tomates se han convertido en las principales opciones viables.  Si bien los primeros son de producción económica y nativa en muchas naciones subdesarrolladas, los segundos tienen la capacidad de preservar los procesos de curación porque son inmunes al proceso térmico; esto los hace excelentes para los antígenos del VIH.  Son un cultivo ideal porque contienen beta-amiloide.  Aunque los cultivos parecen óptimos, también es necesario tener en cuenta las generaciones subsecuentes, que pueden presentar variaciones. Además, la papa han sido un foco principal de las vacunas comestibles, tanto que ya se han iniciado ensayos clínicos con papas. 

### Vacunas en desarrollo
Actualmente, existen vacunas comestibles para el sarampión, el cólera, la fiebre aftosa y la hepatitis B, C y E. Sin embargo, aunque existen vacunas comestibles, su eficacia se ha probado predominantemente en experimentos con animales, y en las fases de desarrollo con algunos ensayos clínicos en humanos que se están llevando a cabo. Como se mencionó anteriormente, los ensayos en humanos se han centrado en el uso de papa. En un estudio sobre el cólera, a los adultos se les dieron papas transgénicas con varias cantidades de LT-B para ver cómo cambiaban las cantidades de IgA anti-LT e IgA anti LT. Además, están en la fase II de una vacuna de refuerzo de papa para la hepatitis B.  Los antígenos de superficie de la hepatitis B se expresaron en las papas y se administraron a pacientes ya vacunados.  Luego se observó si se producía una respuesta inmune.   95% de los voluntarios tuvo alguna forma de respuesta inmune y el 62,5% mostró un aumento en los títulos de anti-HBsAg. A partir de estos estudios, el National Institute of Allergy and Infectious Diseases (NIAID) de EE. UU., ha respaldado que las vacunas comestibles pueden desencadenar de manera segura una respuesta inmune,[cita requerida]  sin embargo, también se sabe que están lejos de poder comenzar pruebas en humanos a gran escala de autoinmunidad y enfermedades infecciosas.

### Pruebas en animales
Ya se han desarrollado muchos estudios en animales. Por ejemplo, los animales de experimentación recibieron plátanos transgénicos con anticuerpos específicos anti hemaglutinación para combatir el sarampión. Se encontró que los plátanos iniciaron una respuesta inmune. Además, los ensayos con ratones han comenzado como un método para tratar la enfermedad de Alzheimer utilizando tomates que han sufrido una transformación nuclear mediada por agrobacterias. Además, los conejos fueron inmunizados por vía oral con una vacuna comestible para la pasteurelosis neumónica bovina y hubo una respuesta positiva.  Si bien esos fueron dos estudios específicos, en términos generales, se están realizando investigaciones con modelos de ratones para tratar el cólera y la diabetes tipo 1. 

### Disponibilidad
Si bien la conciencia pública sobre las vacunas comestibles está aumentando, todavía no están disponibles de modo accesible para el uso del consumidor. Actualmente, solo han desarrollado y comenzado a probar vacunas comestibles para algunas enfermedades. Durante tres de los recientes brotes de enfermedades en todo el mundo, se han desarrollado vacunas comestibles para realizar pruebas en animales, pero no se han realizado ensayos en humanos.